# Organodesma arsiptila
Organodesma arsiptila är en fjärilsart som beskrevs av Edward Meyrick 1931. Organodesma arsiptila ingår i släktet Organodesma och familjen äkta malar. Inga underarter finns listade i Catalogue of Life.